# Cipreswolfsmelk-vlinderbloemenroest
Cipreswolfsmelk-vlinderbloemenroest (Uromyces pisi-sativi, syn.: Uromyces pisi) is een heteroecische roestschimmel die behoort tot de familie Pucciniaceae. De schimmel komt over de hele wereld voor. In Nederland is de schimmel zeldzaam.
Op de  cipreswolfsmelk en heksenmelk worden de spermogonia en aecia gevormd. Op vlinderbloemigen worden de telia en uredinia gevormd.
Aantasting door de schimmel verhindert de bloei van de cipreswolfsmelk. De aangetaste planten zijn direct herkenbaar aan hun afwijkende groeiwijze (geelachtig, langwerpig, met kortere bladeren). Aan het uiteinde van de scheut vormen ze een "pseudobloem" met een rozet van geelgekleurde bladeren. De werking van de schimmel op de plant strekt zich naast kleuring uit tot de afscheiding van nectar. Pseudobloemen worden, net als echte bloemen, bezocht door insecten (zij het iets minder vaak). Door de insecten experimenteel uit te sluiten, werd aangetoond dat bezoekende insecten een essentiële rol spelen bij de bevruchting van de (heterothallische) schimmel.

## Levenscyclus
De teliosporen overwinteren op plantenresten die na de oogst in de grond achterblijven. In het voorjaar produceren ze een basidium met basidiosporen, die door de wind worden meegevoerd en wolfsmelk infecteren. Vervolgens worden spermogonia en na bevruchting aecia gevormd. De aeciosporen op de wolfsmelk infecteren vlinderbloemigen. De daarop gevormde urediniosporen verspreiden de ziekte door secundaire infecties. Aan het eind van het groeiseizoen worden telia met teliosporen gevormd.
De schimmel kan ook overwinteren als mycelium op ondergrondse scheuten van wolfsmelk. Het mycelium ontwikkelt zich systemisch in de scheuten van wolfsmelk. In het voorjaar groeien uit dergelijke scheuten bladeren met aecia.

## Kenmerken
Aecia
Een groot aantal soorten van het geslacht Uromyces met aecia op wolfsmelk zijn niet van elkaar te onderscheiden en worden daarom collectief aangeduid als Aecidium euphorbiae.
De komrormige, witte, 0,3-0,4 mm grote aecia groeien tussen de spermogonia. Ze zitten allebei op de achterkant van het blad. De oranje aeciosporen zijn meestal hoekig tot ellipsvormig en hebben een met wratten bezette wand. Ze zijn 18-23 × 18-23 µm groot.
Uredinia
De kaneelgele, poederachtige, tot 1 mm grote uridinia zitten meestal op de achterkant van het blad en zijn al vroeg onbedekt. De geelbruine urediniosporen zijn bijna bolvormig tot bolvormig, en hebben een met wratten bezette wand. Ze zijn 15-32 × 14-23 µm groot en hebben 3-6 verspreide kiemporen.
Telia
De lichtbruine, samenvloeiende en poederachtige telia groeien aan beide zijden van het blad en zijn vroeg al onbedekt. De bruine, eencellige, meestal ovale tot bijna bolvormige teliosporen hebben een gladde wand en zijn 20–28 × 14–24 µm groot. De wand aan de top is 4-5 μm dik. Hun korte steel is kleurloos.

## Hyperparasitering
De schimmel wordt gehyperparasiteerd door de schimmel Tuberculina persicina en door de larven van de galmug Mycodiplosis coniophaga.

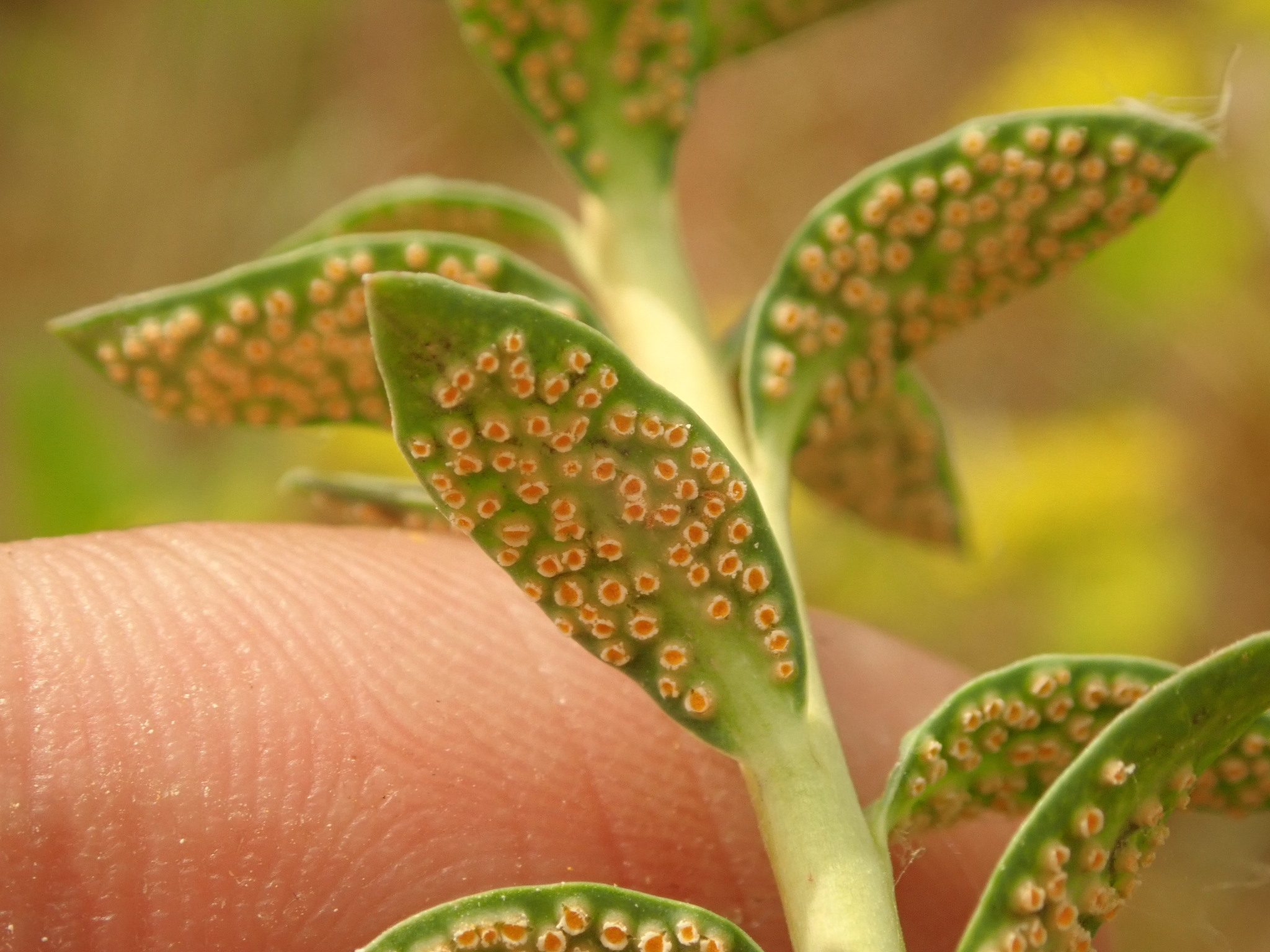
Aecia
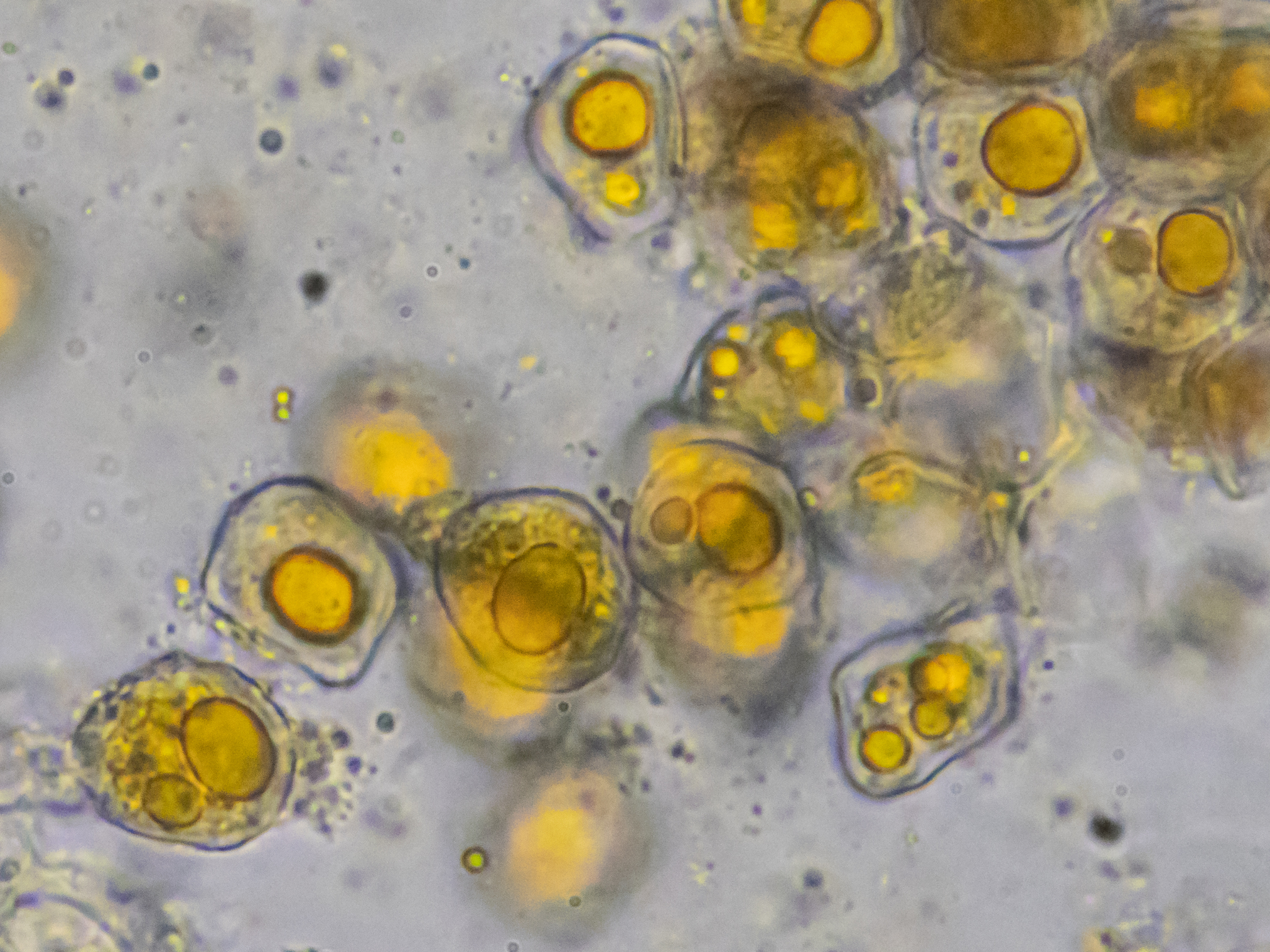
Aeciosporen
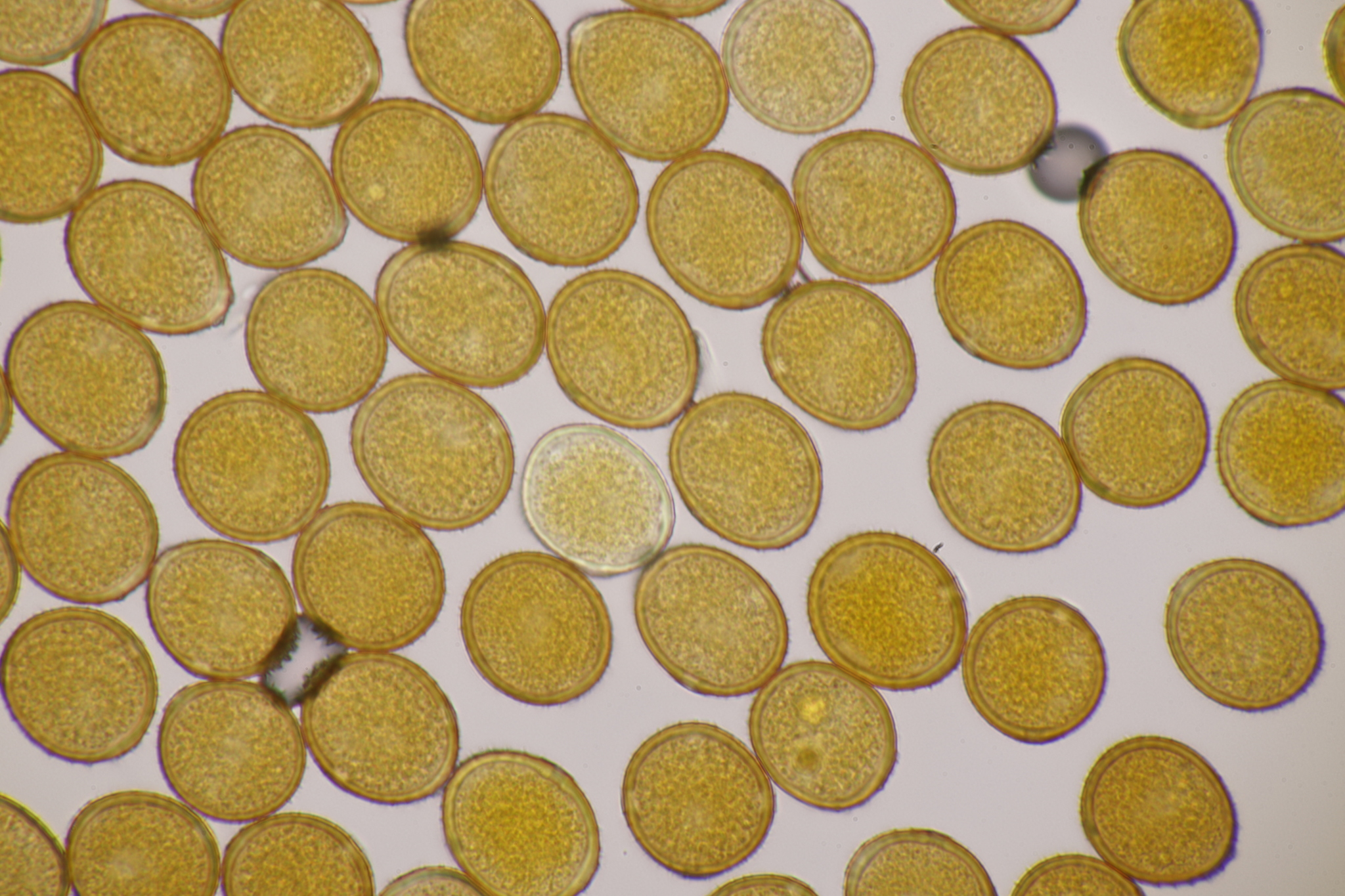
Urediniosporen op boslathyrus
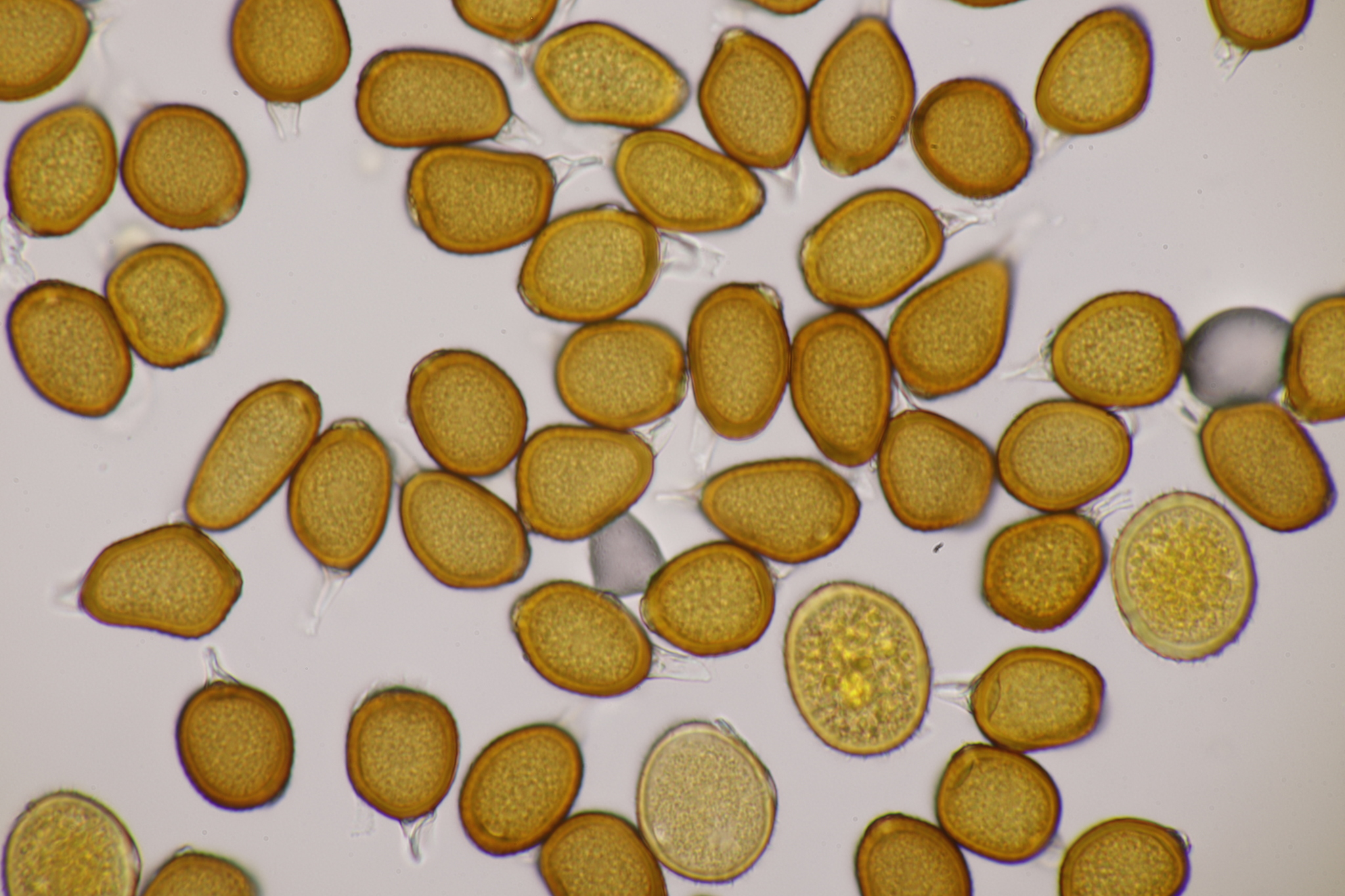
Teliosporen met enkele urediniosporen op boslathyrus
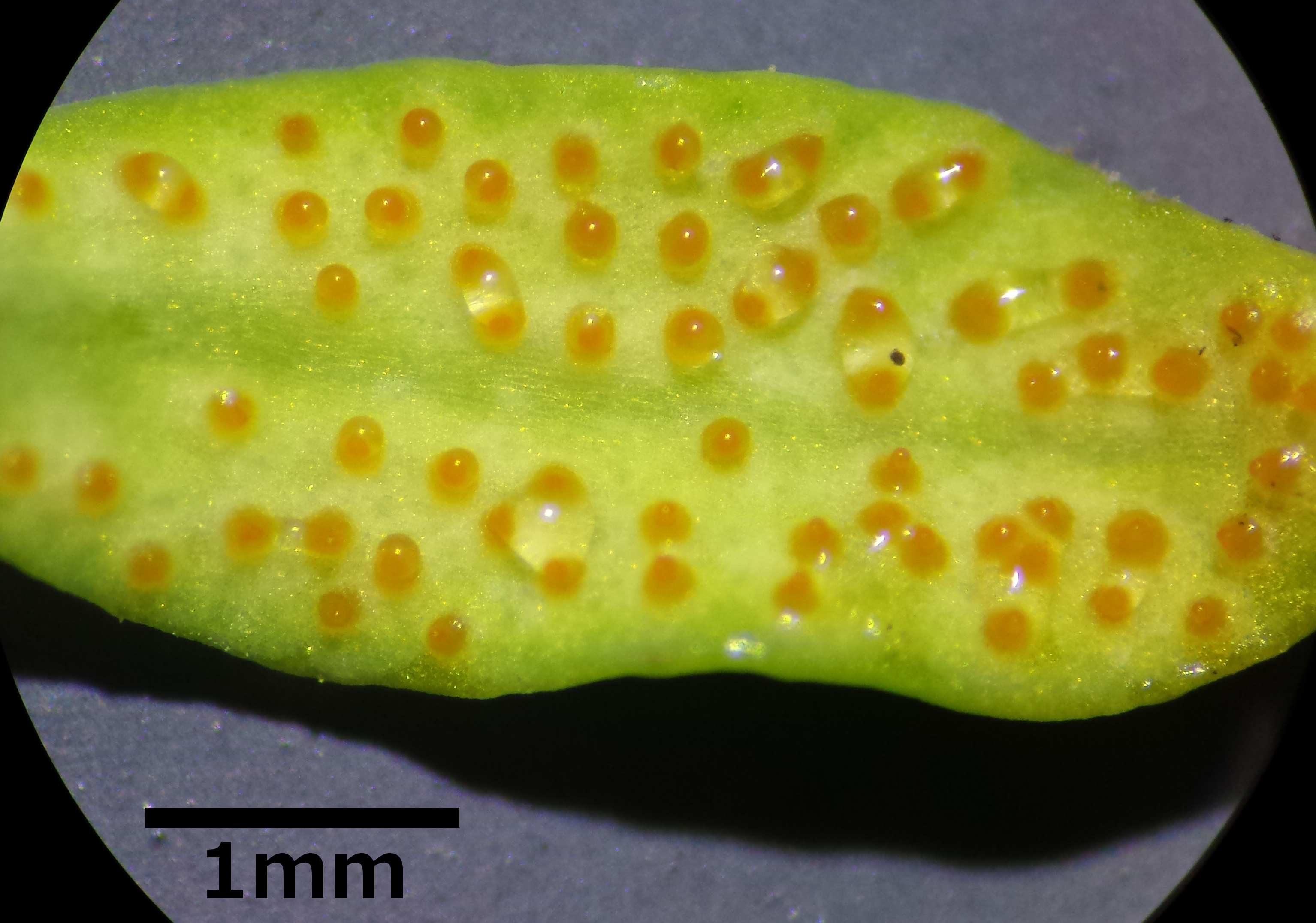
Afgescheiden nectar op cipreswolfsmelk
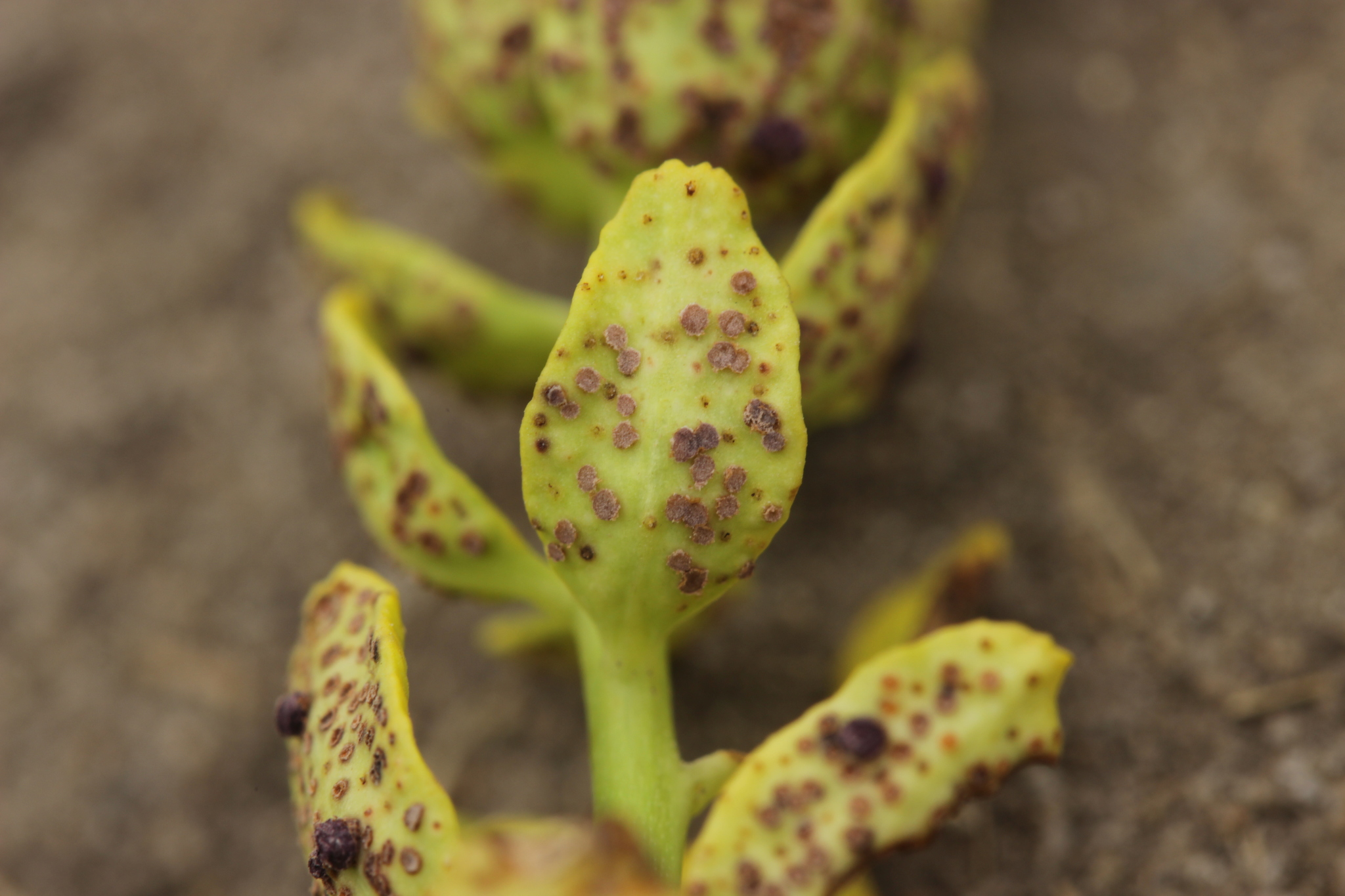
Tuberculina persicina hyperparasitering cipreswolfsmelk-vlinderbloemenroest op wolfsmelk